# Wilczkowo (województwo kujawsko-pomorskie)
Wilczkowo (niem. 1939–1945 Obersee) – wieś w Polsce położona w województwie kujawsko-pomorskim, w powiecie żnińskim, w gminie Żnin.
Wieś klucza żnińskiego arcybiskupstwa gnieźnieńskiego, położona była w XVII wieku w powiecie kcyńskim województwa kaliskiego. W latach 1975–1998 miejscowość należała województwa bydgoskiego. Według Narodowego Spisu Powszechnego (III 2011 r.) liczyła 176 mieszkańców. Jest 27. co do wielkości miejscowością gminy Żnin.